# 24154 Ayonsen
24154 Ayonsen è un asteroide della fascia principale. Scoperto nel 1999, presenta un'orbita caratterizzata da un semiasse maggiore pari a 2,4213599 UA e da un'eccentricità di 0,0707825, inclinata di 4,76374° rispetto all'eclittica.